# Villié-Morgon
Villié-Morgon är en kommun i departementet Rhône i regionen Auvergne-Rhône-Alpes i östra Frankrike. Kommunen ligger i kantonen Beaujeu som tillhör arrondissementet Villefranche-sur-Saône. År 2022 hade Villié-Morgon 2 132 invånare.

## Befolkningsutveckling
Antalet invånare i kommunen Villié-Morgon
| Referens: INSEE |